# Robasacco
Robasacco  är en ort i kommunen Cadenazzo i kantonen Ticino, Schweiz. 
Robasacco var tidigare en självständig kommun, men 14 mars 2005 blev Robasacco en del av kommunen Cadenazzo.